# Sylvia Lehmann
Sylvia Lehmann (nascida em 23 de abril de 1954) é uma política alemã. Nascida em Drebkau, Brandenburg, ela representa o SPD. Sylvia Lehmann serve como membro do Bundestag pelo estado de Brandenburg desde 2019.

## Vida
Ela é membro do Bundestag alemão desde 3 de dezembro de 2019. Entre 2004 e 2019 ela foi membro do parlamento estadual de Brandenburg. Ela é actualmente membro da Comissão de Assuntos Internos.